# Снетогорско-Муровицкий памятник природы
Снетогорско-Муровицкий памятник природы — памятник природы Псковской области. Статус присвоен постановлением Администрации области от 4 декабря 1995 г. № 196 «О формировании природно-заповедного фонда области».

## География
Снетогорско-Муровицкий памятник расположен на правом берегу реки Великой от посёлка (микрорайона) Снятная Гора до деревни Муровицы и состоит из двух кластерных участков. Первый кластерный участок (Снетогорский) расположен на землях города Пскова, микрорайона Снятная Гора. Второй кластерный участок (Хотицко-Муровицкий) расположен в Писковичской волости Псковского района на землях ЗАО «Агрофирма Победа», территориях деревни Хотицы, деревни Писковичи, деревни Загорицы.

## Режим охраны
На территории памятника природы запрещается:
- проведение земельных работ глубиной более 0,3 м и возведение строений;
- отвод земель под любые виды пользования;
- прокладывание через территорию любых новых коммуникаций;
- любые рубки и повреждения деревьев и кустарников, уничтожение травянистой растительности;
- проведение всех видов мелиоративных работ;
- применение любых ядохимикатов;
- проведение изыскательских работ и разработка месторождений полезных ископаемых;
- загрязнение территории, складирование и захоронение отходов;
- проезд крупногабаритного транспорта вблизи береговых склонов;
- строительство.

## Охраняемые виды растений[3]
- Астрагал датский (Astragalus danicus Retz.)
- Астрагал сладколистный (Astragalus glycyphyllos L.)
- Белокопытник ложный (Petasites spurius (Retz.) Reichenb.)
- Бересклет бородавчатый (Euonymus verrucosa Scop.)
- Ветреница лесная (Anemone sylvestris L.)
- Ветреница дубравная (Anemonoides nemorosa (L.) Holub.)
- Воробейник лекарственный (Lithospermum officinale L.)
- Вяз шершавый (Ulmus glabra Huds)
- Гвоздика пышная (Dianthus superbus L.)
- Герань кровяно-красная (Geranium sanguineum L.)
- Гроздовник полулунный (Botrychium lunaria (L.) Sw.)
- Жёстер слабительный (Rhamnus cathartica L.)
- Колокольчик широколистный (Campanula latifolia L.)
- Костенец постенный (Asplenium ruta-muraria L.)
- Лабазник обыкновенный, Лабазник шестилепестный (Filipendula vulgaris Moench)
- Ландыш майский (Convallaria majalis L.)
- Лютик длиннолистный (Ranunculus lingua L.).
- Люцерна распростертая (Medicago procumbens Bess.)
- Медуница неясная (Pulmonaria obscura Dumort)
- Молодило побегоносное (Jovibarba sobolifera (Sims) Opiz)
- Окопник лекарственный (Symphytum officinale L.)
- Осока весенняя (Carex caryophyllea Latourr.)
- Осока лапчатая (Carex ornitopoda Willd.)
- Осока чешуеплодная (Carex lepidocarpa Tausch)
- Пальцекорник балтийский (Dactylorhiza baltica (Kinge) Orlova)
- Пальцекорник мясокрасный (Dactylorhiza incarnata (L.) Soo)
- Пальцекорник Фукса (Dactylorhiza fuchsii (Druce) Soo)
- Печеночница обыкновенная (Hepatica nobilis Mill.)
- Прострел луговой (Pulsatilla pratensis (L.) Mill.)
- Резуха шершавая (Arabis hirsuta (L.) Scop.)
- Свида ярко-красная (Swida sanguinea (L.) Opiz)
- Стальник пашенный, Стальник полевой (Ononis arvensis L.)
- Сурепка прямая (Barbarea stricta Andrz.)
- Тимофеевка степная (Phleum phleoides (L.) Karst.)
- Тонконог большой (Koeleria grandis Bess. ex Gorski)
- Торилис японский (Torilis japonica (Houtt.) DC.)
- Цмин песчаный (Helichrysum arenarium (L.) Moench)
- Эспарцет сибирский (Onobrychis sibirica (Sir.) Turcz. ex Gross)
- Язвенник песчаный (Anthyllis arenarius L.)
- Ясень обыкновенный (Fraxinus excelsior L.)

## Галерея

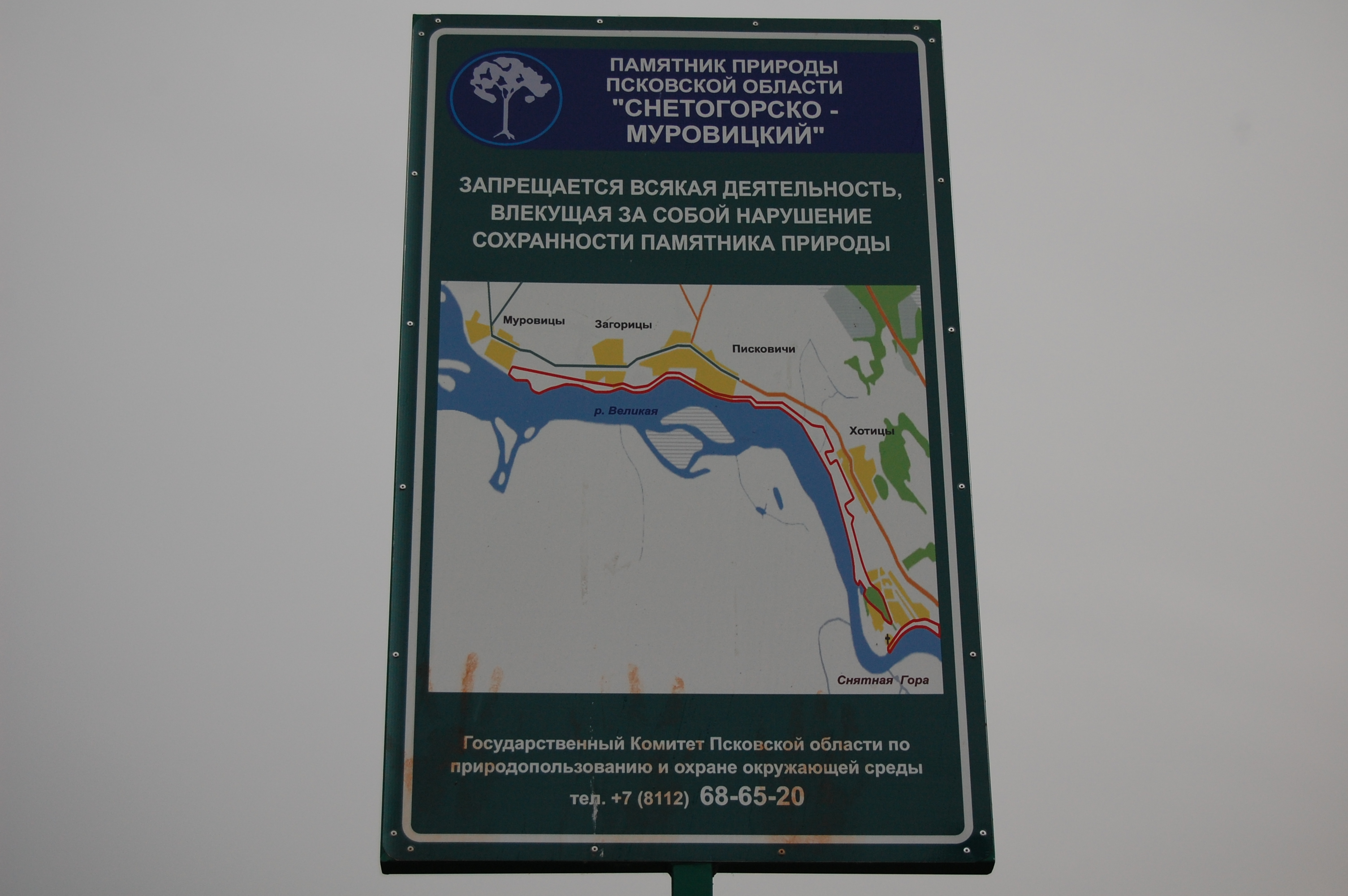
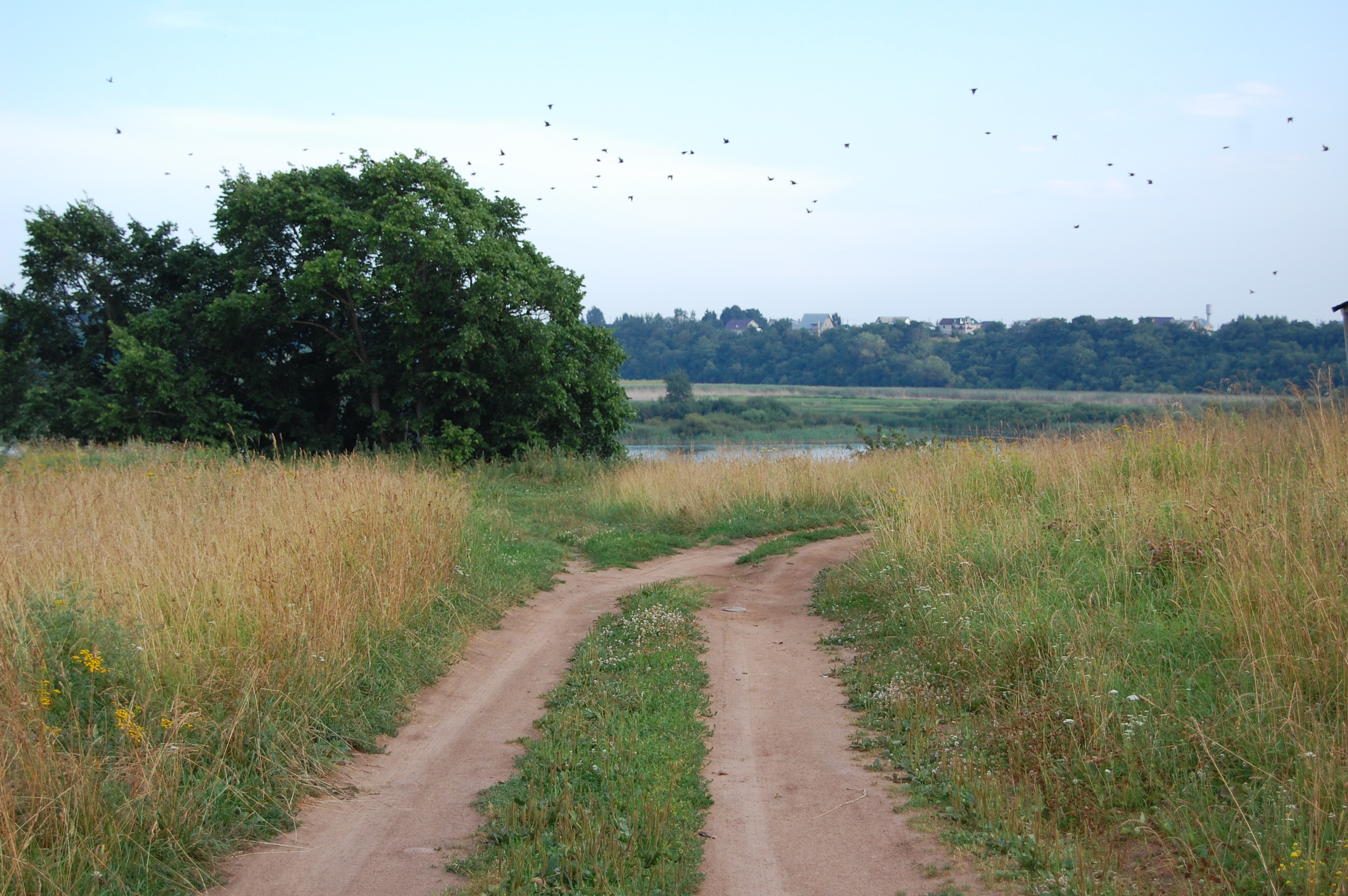
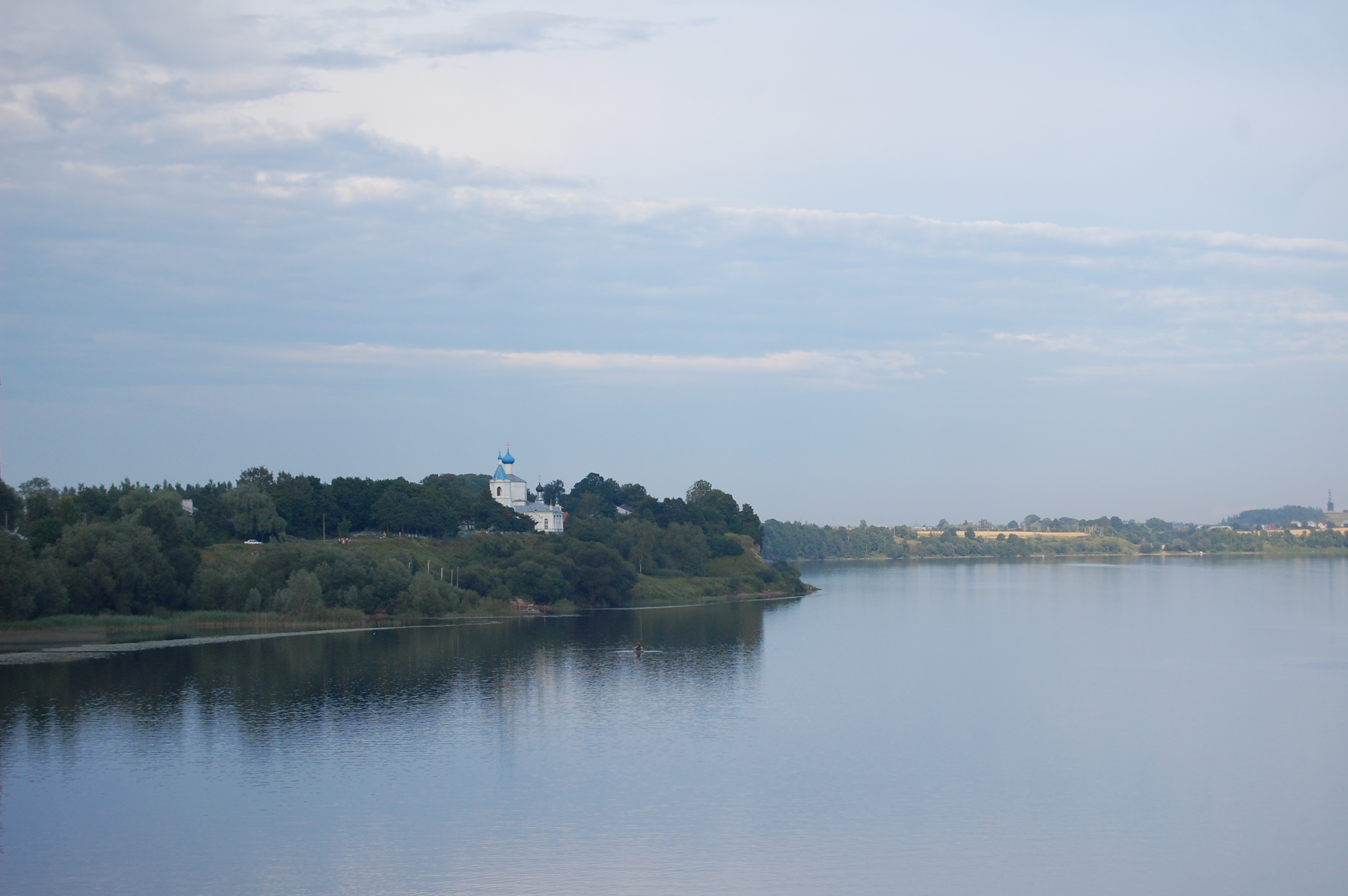
Вид на берег реки Великой, церковь Апостола Матфея
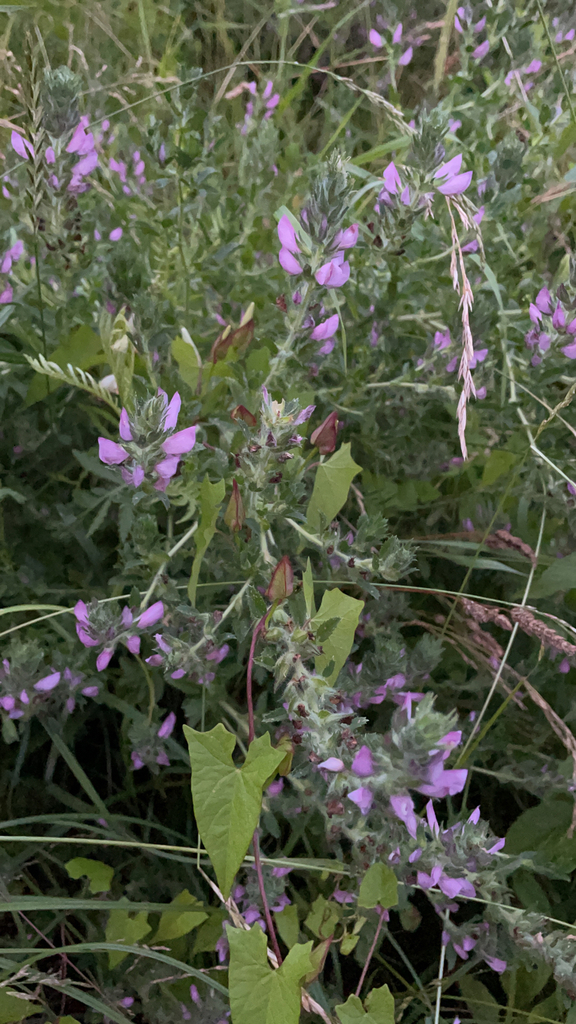
Стальник полевой (Ononis arvensis), фото сделанное на территории памятника природы